# Sociedade Geográfica Brasileira
Sociedade Geográfica Brasileira: Fundada em 31 de maio de 1948 – Encerrou atividades em 18 de julho de 1994.
Foi uma importante instituição científica e cultural localizada na cidade de São Paulo, no Brasil. Criada com a finalidade de promover e preservar o patrimônio geográfico e histórico além de apoiar pesquisas sobre a preservação da fauna e flora brasileira. Tinha como patrono o Marechal Candido Mariano da Silva Rondon

## História
A ideia da criação de uma instituição nos moldes da S.G.B. surgiu em uma reunião numa das salas do jornal “A Gazeta” e a concretização desse projeto aconteceu quando a primeira ata foi escrita em 31 de maio de 1948, por Manoel Rodrigues Ferreira, sócio fundador e também agenciador dos primeiros sócios. Foi homenageado como patrono, o militar e sertanista Marechal Rondon que tinha 82 anos na data. Para presidente foi convidado outro famoso sertanista da época, Dr. Agenor Couto de Magalhães que conduziu com exemplar dedicação os trabalhos da S.G.B. até falecer em 5 de Julho de 1961.  A partir de 13 de julho de 1959 a instituição passou a funcionar em sede própria na Rua 24 de maio, 104, 13º andar. Possuía uma notável biblioteca com volumes raros, doadas por seus associados. A última aquisição foram 636 volumes raros, outrora pertencentes à biblioteca particular de seu associado Wilson Maia Fina, mediante doação de sua viúva Sra. Adi Bernini Fina.   A Sociedade Geográfica Brasileira em parceria com órgãos governamentais ligados à Educação e Cultura, premiava com condecorações, diplomas e homenagens cívicas, os intelectuais e personalidades cujos trabalhos que reconhecidamente se destacassem na linha cultural, científico ou, em benefício da sociedade. Foram cinquenta anos de atividades. O término consumou-se nos anos 90 por carência de sócios, falecidos em sua esmagadora maioria; desinteresse do quadro social e as despesas inerentes à manutenção da sede. O encerramento das atividades aconteceu em sessão solene em 18 de julho de 1994. Todo mobiliário clássico, documentos raros, mapoteca, arquivos fotográficos e a preciosa biblioteca foram incorporados ao acervo do “Instituto Histórico e Geográfico de São Paulo”.

## Destaques

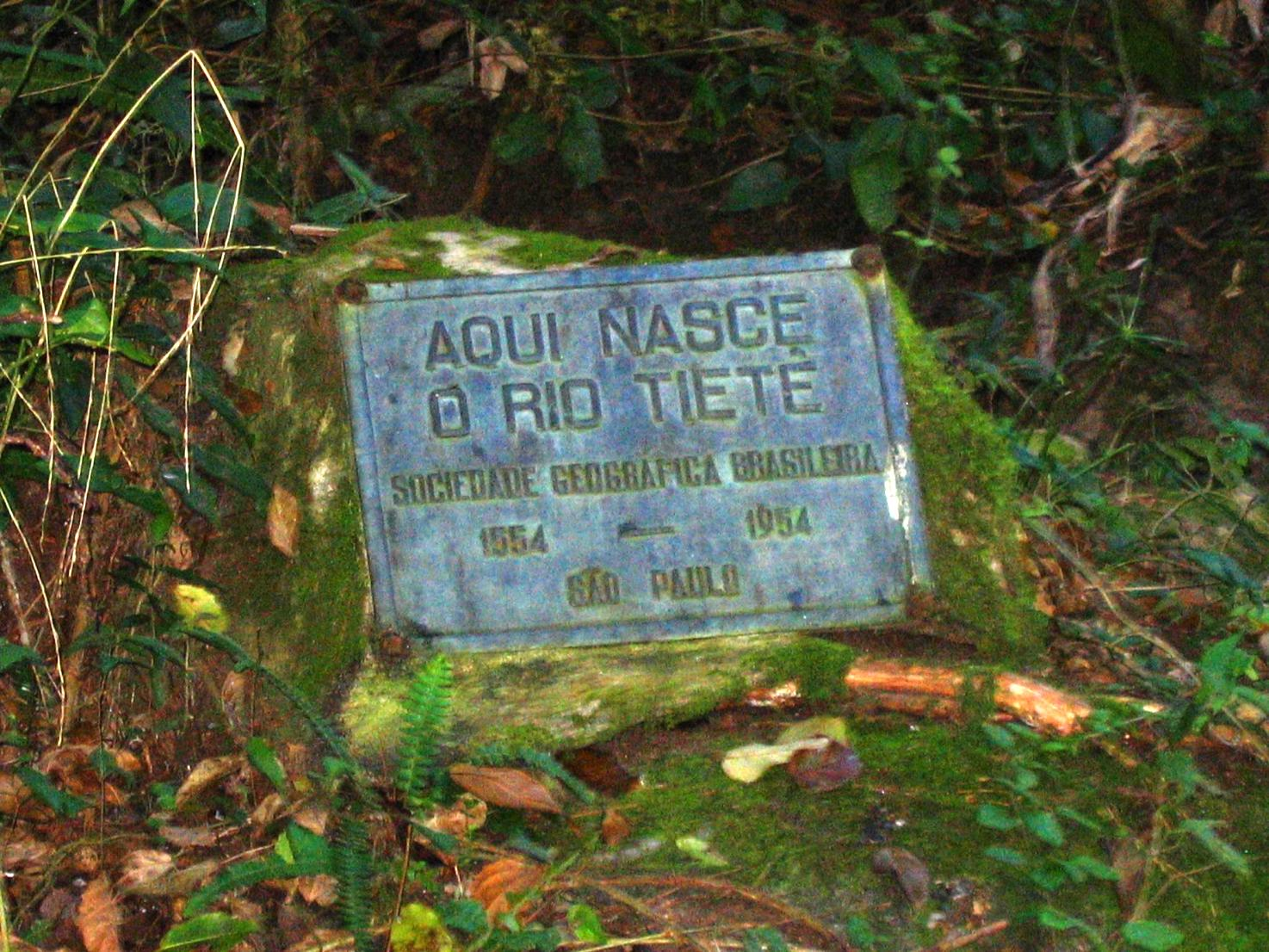
Placa da SGB na nascente do Tietê

Uma comissão da Sociedade Geográfica Brasileira, em 1953, estabeleceu o exato local do nascedouro do Rio Tietê. A nascente fica no sítio Pedra Rajada a 25 quilômetros da cidade de Salesópolis no Estado de São Paulo. Uma placa indicativa em bronze com o nome da S.G.B.permanece no local até hoje.
Em 1955 uma campanha, realizada pela Sociedade Geográfica Brasileira e o jornal A Gazeta, atribuiu caráter histórico ao imóvel hoje conhecido como a Casa do Grito no bairro do Ipiranga, a partir da constatação de sua técnica construtiva: a taipa de sopapo ou pau-a-pique, como era comum à época. 
Em 1958, Ulisses Guimarães foi agraciado com a medalha Marechal Cândido Mariano Rondon pelos seus serviços a população Brasileira.
Foi entregue ao sertanista Orlando Villas-Bôas em 21 de janeiro de 1960, a medalha Marechal Cândido Mariano Rondon, em decorrência de seus serviços realizados em prol do interland e da dignidade aos índios do Brasil.
Em 1965, o Governador do Estado De São Paulo, Adhemar Pereira De Barros,  promulgou a lei que autoriza a Sociedade Geográfica Brasileira a construir na faixa de terreno as margens da Via Anhanguera um monumento indicativo da passagem do Trópico de Capricórnio, no local exato de sua intersecção com da rodovia.